# Nannastacus gamoi
Nannastacus gamoi is een zeekommasoort uit de familie van de Nannastacidae. De wetenschappelijke naam van de soort is voor het eerst geldig gepubliceerd in 1992 door Bacescu.